# 赵晓君
赵晓君（1961年2月—），男，汉族，吉林伊通人，中华人民共和国政治人物。

## 人物经历
曾任中共四平市委书记，2018年，当选为第十二届吉林省政协副主席。2023年1月，吉林省政协换届，不再担任吉林省政协副主席。